# راب اسلوتمیکر
راب «اسلوت» اسلوتمیکر (هلندی: ‎Rob "Sloot" Slotemaker‎؛ زادهٔ ۱۳ ژوئن ۱۹۲۹ در باتاویا، درگذشتهٔ ۱۶ سپتامبر ۱۹۷۹ در زاندفورت) رانندهٔ مسابقات اتومبیل‌رانی فرمول یک اهل هلند بود که در فصل ۱۹۶۲ در مجموع در یک گراند پری شرکت کرد، اما موفق به کسب هیچ امتیازی نشد.
اسلوتمیکر در ۱۶ سپتامبر ۱۹۷۹ بر اثر تصادف رانندگی در پیست پارک زاندفورت در زاندفورت درگذشت.